# Reglemente
Reglemente är en form av reglering av förhållningar inom en verksamhet; en samling föreskrifter och bestämmelser.